# Henri Ernest Moltzer

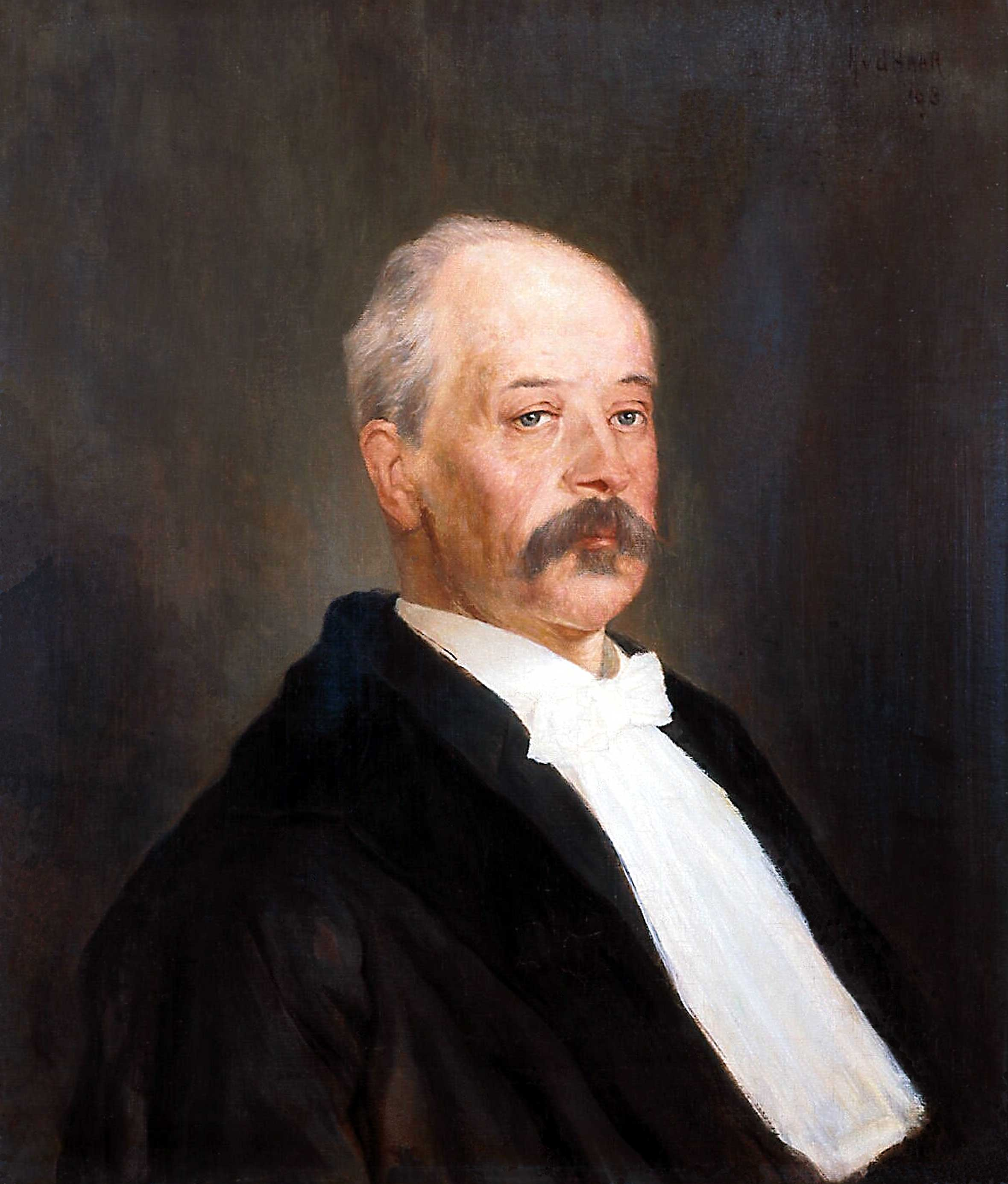
Henri Ernest Moltzer, Gemälde von Herman van der Haar, 1898

Henri Ernest Moltzer, auch Hendrik Ernst Moltzer (* 20. Mai 1836 in Wassenaar; † 25. Oktober 1895 in Utrecht), war ein niederländischer Niederlandist und Literaturwissenschaftler.

## Leben
Der Sohn des Pfarrers Marius Nicolaas Jakob Moltzer (* 8. Juni 1805 in Dronrijp; † 19. April 1893 in Haarlem) und der Henriette Jeanette Marie Certon (* 7. Juli 1803 in Heemstede; † 22. Juni 1836 in Wassenaar), verlor seine Mutter bereits kurz nach seiner Geburt. Seine Jugend verbrachte Moltzer ab 1841 in Haarlem, wo er seine schulische und gymnasiale Ausbildung erhielt. Am 19. September 1855 immatrikulierte er sich an der Universität Leiden zum Studium der Theologie. Unter dem Einfluss von Matthias de Vries und Carel Gabriel Cobet, wendete er sich dann jedoch einem Studium der niederländischen Literatur und der Rechte zu. In diesen beiden Fächern promovierte am 11. April 1862 in Leiden mit der Arbeit Dissertatio de ratione qua ex auctoritate Alarici II, regis Visigothorum, gaii institutionum commentarii in epitomen redacti sunt zum Doktor der Rechte und am selben Tage mit der Abhandlung Geschiedenis van het wereldlijk tooneel in Nederland, gedurende de Middeleeuwen zum Doktor der Philosophie.
Danach fand er eine Stellung bei der Niederländischen Bank in Amsterdam, wo er seine Studien zur Staatsökonomie und niederländischen Literatur vertiefte. Als 1864 die höhere Bürgerschule (H.B.S.) in Haarlem eröffnet wurde, wurde  Moltzer dort Dozent für niederländische Sprache und Literatur sowie ökonomische Politik. Am 24. November 1864 wurde er zum Professor der niederländischen Sprache und Literatur an der Reichsuniversität Groningen berufen. Die Professur trat er am 30. März 1865 mit der Einführungsvorlesung De nieuwe Richting in de taalkunde an. In Groningen wurde er 1880/81 Rektor der Universität. Am 23. Juni 1882 berief man ihn zum Professor der niederländischen Sprache und Literatur an die Universität Utrecht, welche Aufgabe er am 26. Oktober 1882 mit der Einführungsvorlesung De historische beoefening der Nederlandsche letteren übernahm.
1885 wurde er Mitglied der königlich niederländischen Akademie der Wissenschaften, war Mitglied der Gesellschaft für niederländische Literatur in Leiden und ausländisches Ehrenmitglied der Koninklijke Vlaamse Academie van België voor Wetenschappen en Kunsten. Gemeinsam mit Jan te Winkel (1847–1927) redigierte er die Zeitschrift Bibliographie van Middelnederlandsche letterkunde und schrieb mehrere Artikel in der Zeitschrift Spectator. 1894 wurde er Ritter des Ordens vom niederländischen Löwen. 1895 wurde er Rektor der Alma Mater, verstarb jedoch während jener Amtszeit. Sein Sohn schenkte der Utrechter Universitätsbibliothek seine umfangreiche Sammlung von Handschriften und Büchern. Diese Bibliothek Moltzeriana umfasst mehr als 3000 Bände.
Moltzer heiratete  am 5. Juni 1862 in Amsterdam Sara Johanna Ploos van Amstel (* 20. Januar 1835 in Amsterdam; † 29. Dezember 1889 in Utrecht), die Tochter des Kaufmanns Jacob Pieter Ploos van Amstel (* 17. Juli 1803 in Amsterdam; † 20. Dezember 1835 ebenda) und der Johanna Elisabeth Petronella Moltzer (* 24. März 1802 in Amsterdam; † 17. Dezember 1862 ebenda). Aus der Ehe stammen die beiden Kinder Johanna Elisabeth Petronella Moltzer (* 20. Oktober 1865 in Groningen; † 7. März 1880 ebenda) und Marius Nicolaas Jacob Moltzer (* 16. Juni 1863 in Amsterdam; † 2. Juni 1927 in Alkmaar) verh. 20. Juli 1891  in Groningen mit Catharina Boeke (* 27. Dezember 1867 in Groningen; † 2. Juni 1932 in Zeist).

## Werke (Auswahl)
- Gesch. van het wereldlijk tooneel in Ned. gedurende de middeleeuwen. Leiden 1862
- De nieuwe richting in de taalkunde. Groningen 1865
- Studeeren en Studeeren is twee. Groningen 1866
- Heiligerlee en de Ultramontaansche geschiedbeschouwing. Groningen 1868
- Bilderdijk en het Nederl. volk. Aan wien de schuld der verwijdering? Groningen 1873
- Anna Roemers Visscher.  Groningen 1874
- Shakspere's invloed op het Nederlandsch tooneel der zeventiende eeuw. Groningen 1874
- De Middelnederlandsche dramatische poëzie. Groningen 1875
- De hist. beoefening der Ned. taal. Groningen 1877
- Diederic van Assenede: Floris ende Blancefloer. Groningen, 1879
- Studiën en schetsen van Nederl. Letterkunde. Haarlem 1880
- De volksverbeelding in het rijk der taal. Groningen 1881
- De hist. beoefening der Ned. letteren. Groningen 1882
- Levens en legenden van heiligen; naar het Utrechtsche handschrift. I: Brandaen en Panthalioen. Groningen 1891
- Het kunstbegrip der Nieuwe Gids-school. Alkmaar, 1896 (herausgegeben durch seinen Sohn M. N. J. Moltzer)